# غذای لاکچری

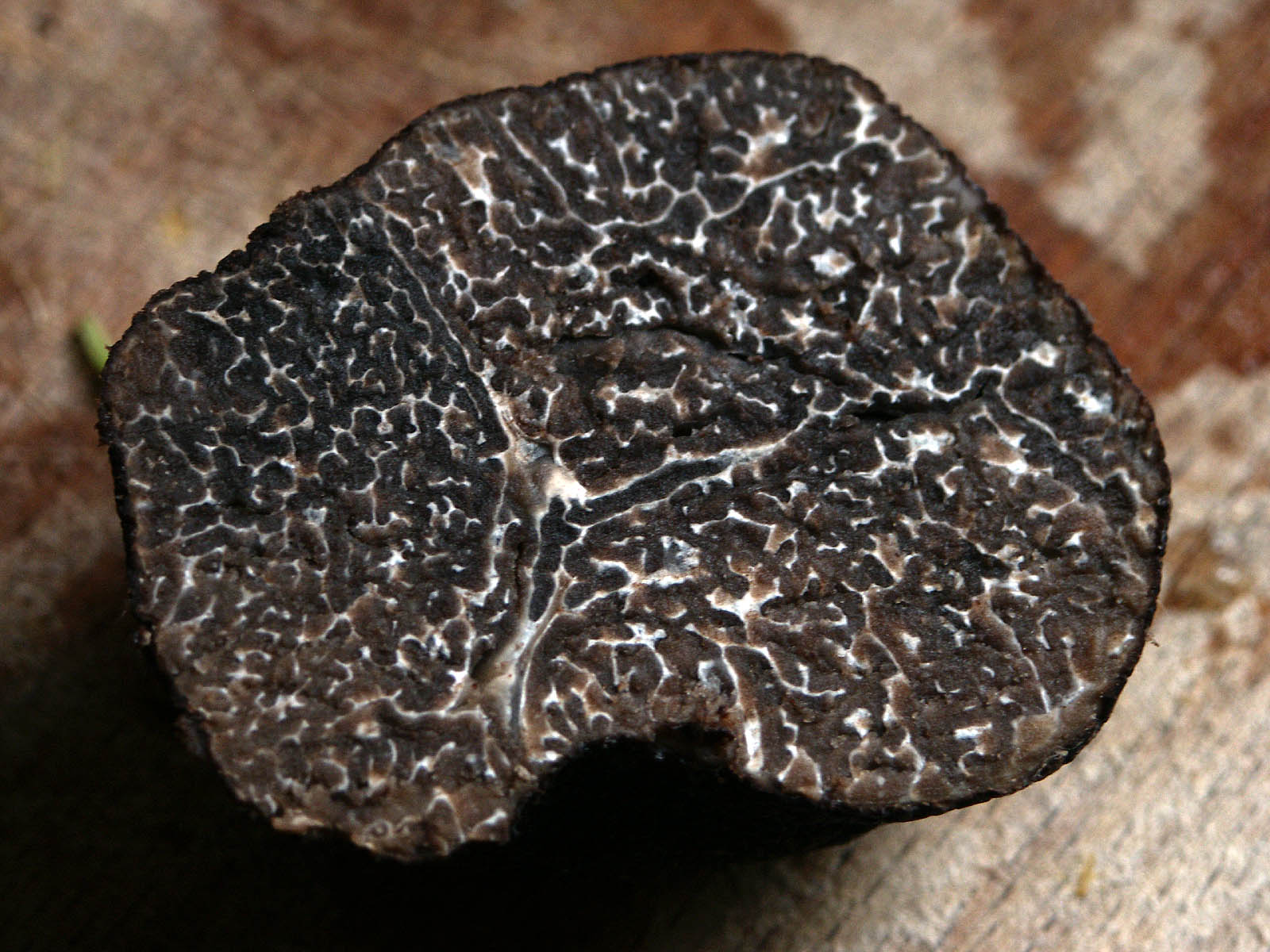
یک قارچ دنبلان سیاه پریگورد

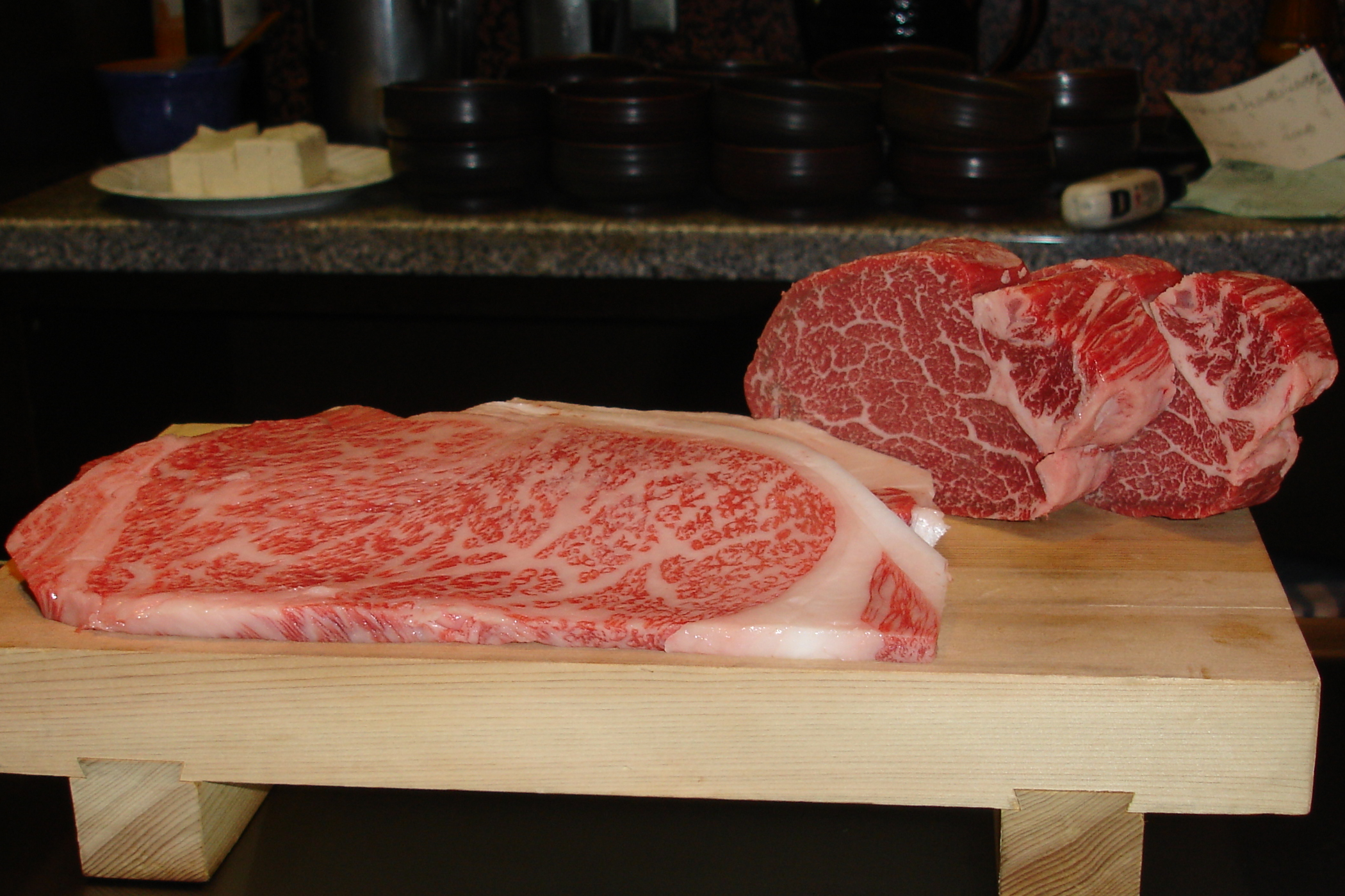
گوشت گاو کوبه

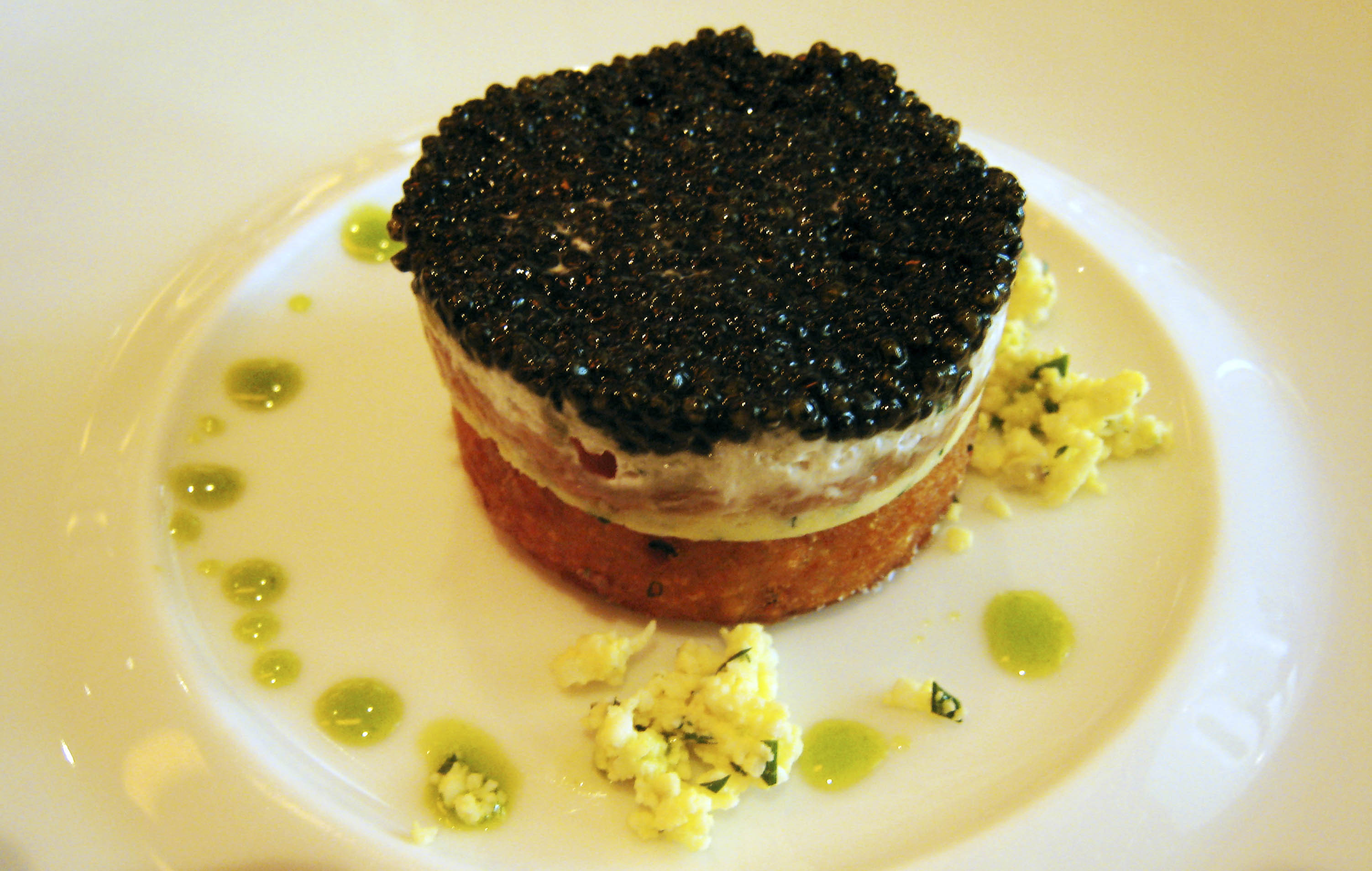
خاویار وحشی ایرانی اوسترا

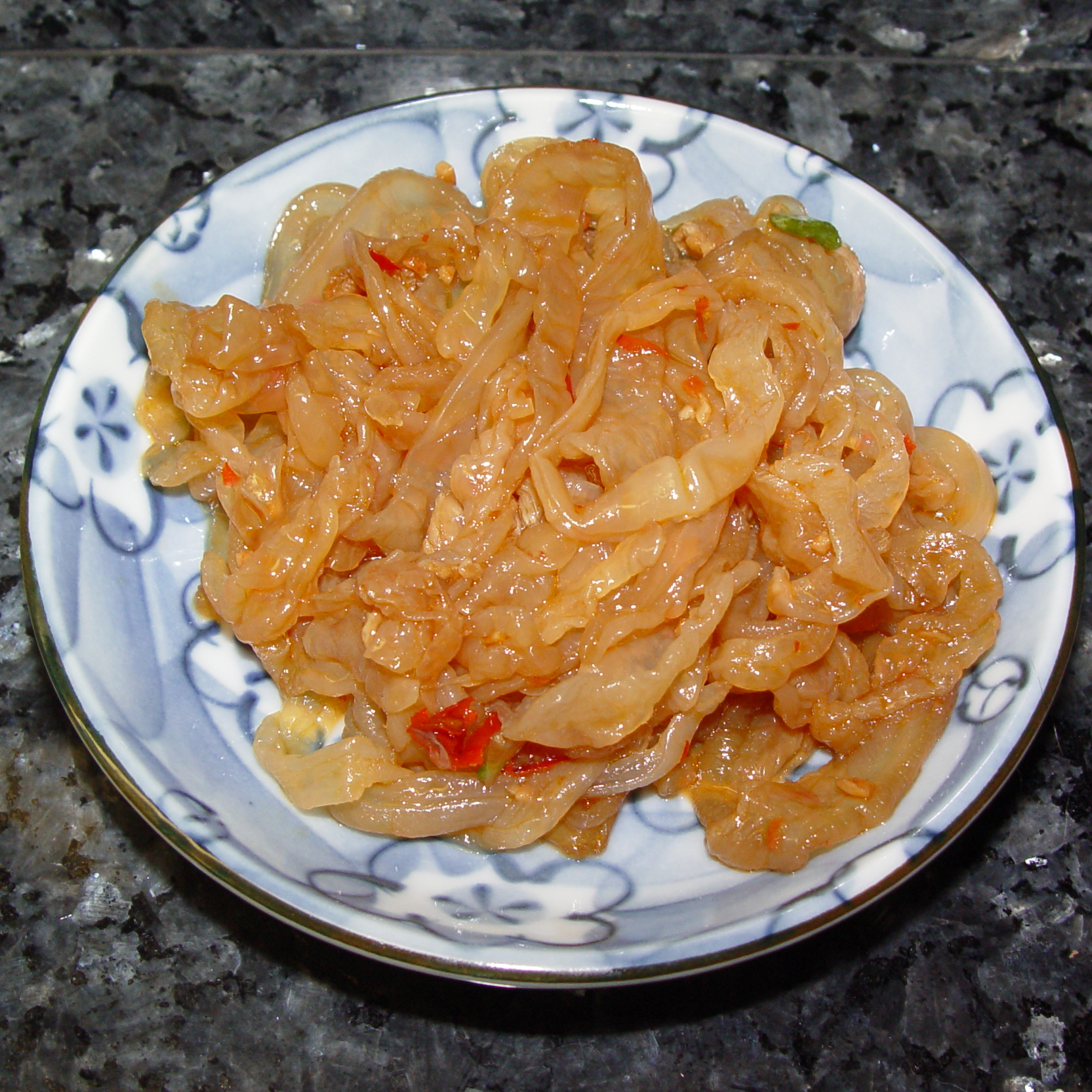
چترماهی خوراکی تهیه‌شده با روغن کنجد و سس فلفل‌قرمز

یک غذای لاکچری (به انگلیسی: delicacy) معمولاً یک ماده غذایی کمیاب و گران‌قیمت است که در یک فرهنگ خاص بسیار مطلوب، پیچیده یا به‌طور خاص متمایز است. صرف نظر از سلیقه‌های محلی، چنین برچسبی معمولاً در سراسر یک منطقه فراگیر است. اغلب این به دلیل طعم‌ها یا ویژگی‌های غیرمعمول است یا به‌دلیل کمیاب یا گران‌بودن آن درمقایسه با غذاهای اصلی استاندارد است.
غذاهای لاکچری در کشورها، آداب و رسوم و سنین مختلف متفاوت است. زبان فلامینگو یک غذای بسیار ارزشمند در روم باستان بود، اما در دوران نوین معمولاً مصرف نمی‌شود. خرچنگ‌ها تا اواسط قرن نوزدهم در آمریکای شمالی غذای فقرا محسوب می‌شدند، زمانی‌که با آن‌ها، مانند اروپا، به‌عنوان یک غذای لاکچری رفتار می‌شد. برخی از غذاهای لاکچری محدود به فرهنگ خاصی هستند، مانند فوگو در ژاپن، سوپ لانه پرنده (ساخته‌شده از لانه‌های بادقپک‌تباران) در چین، و لارو مورچه‌ها (اِسکامول) در مکزیک یا به‌محصولات محلی خاص، مانند قارچ‌تیره‌سَر، گوشت‌گوزن یا موتوماهی اشاره می‌کنند.

## بیشتر خواندن
- 王艳芳 (9 August 2011). "Top 13 most disgusting delicacies in the world". China.org.cn. Retrieved 31 January 2015.
- Miller, Michael (22 September 2006). "Strange foods". AskMen. Retrieved 31 January 2015.
- Ortile, Matt (24 July 2013). "23 Unexpected Cultural Delicacies From Asia". BuzzFeed. Retrieved 31 January 2015.
- Bercovici, Jeff (5 August 2011). "The World's Most Disgusting Delicacies". Forbes. Retrieved 31 January 2015.